# Lima Barreto
Pour les articles homonymes, voir Barreto.
Victor Lima Barreto, né le 23 juin 1906 à Casa Branca et mort le 23 novembre 1982 à Campinas, est un réalisateur de cinéma brésilien.

## Biographie
Avant de commencer sa carrière de réalisateur avec le court métrage Fazenda Velha, il exerce les métiers d'employé dans une fabrique de sacs, de serveur, et de journaliste.
Il réalisa six films entre 1940 et 1961. Son film O Cangaceiro fut présenté au Festival de Cannes en 1953 et remporta le prix du meilleur film d'aventure et celui de la meilleure bande originale (Ole Mulher Rendeira ...). Par contre son film suivant A Primeira Missa a connu un échec retentissant à ce même festival en 1962.
Durant plusieurs années, il cherche à réaliser O Sertanejo, adaptation d'un récit de l'écrivain brésilien José de Alencar, mais ses relations difficiles avec les producteurs firent que le film ne vit jamais le jour.
Il fut également acteur dans les films Terra é sempre terra, Tico-tico no fubá, O Cangaceiro et A Primeira Missa, et il écrivit des scénarios pour Quelé do Pajeú (1969), de Anselmo Duarte, Pontal da Solidão (1978), de Alberto Ruschel et Inocência, réalisé après sa mort en 1983 par Walter Lima Júnior.
Il fut marié à l'actrice brésilienne Araçary de Oliveira avec qui il a eu un fils, nommé Filipe. Après avoir divorcé, il vécut seul, et mourut pauvre d'une crise cardiaque dans un asile de la ville de Campinas.

## Filmographie
- 1940 : Fazenda velha
- 1951 : Painel
- 1952 : Santuário
- 1953 : Sans peur, sans pitié (O Cangaceiro)
- 1954 : São Paulo em festa
- 1955 : Arte cabocla
- 1961 : La Première Messe (A Primeira Missa)